# شرکت دولتی سرمایه‌گذاری برق

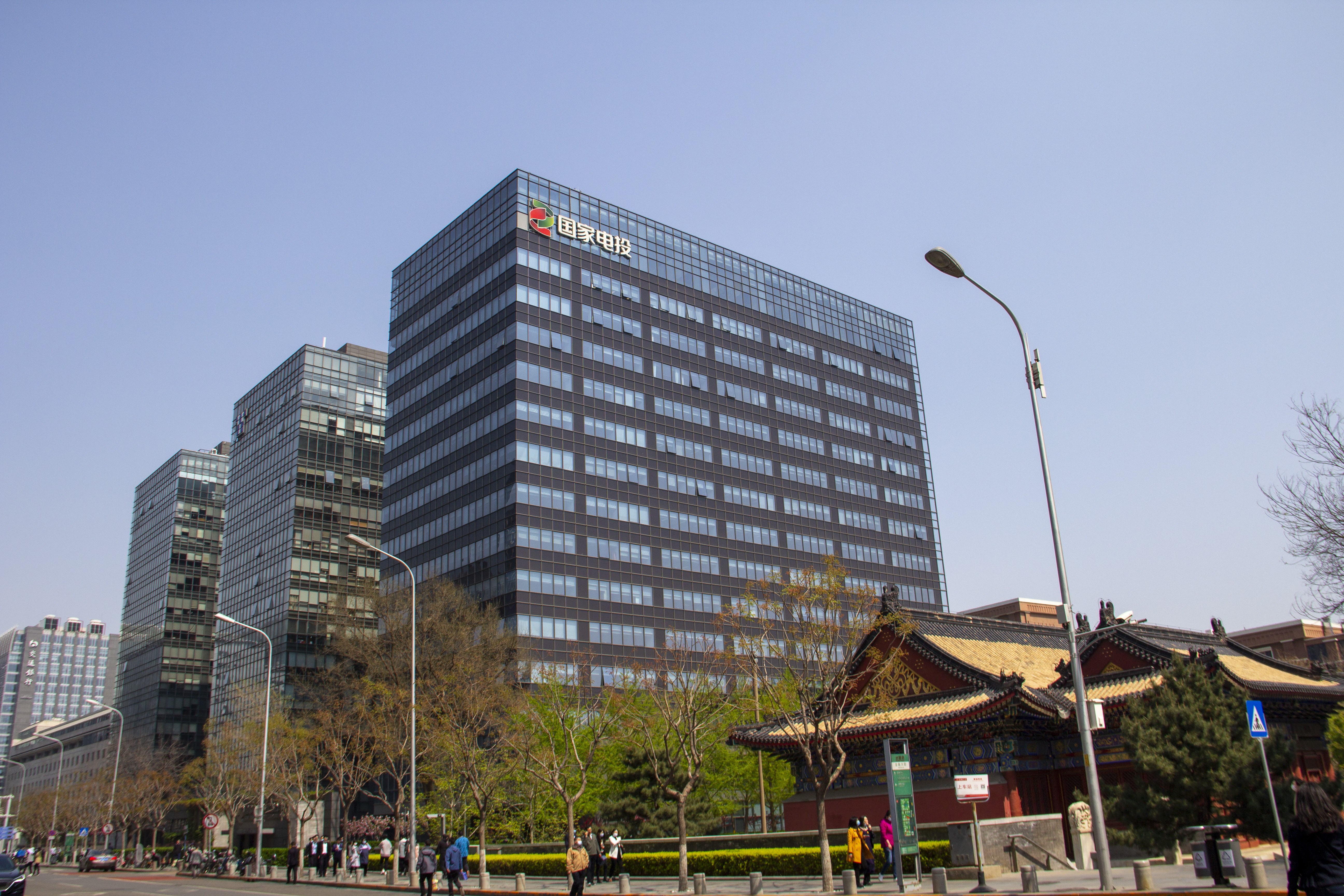
شرکت دولتی سرمایه‌گذاری برق (انگلیسی: State Power Investment Corporation) شرکت دولتی برق چینی است، که در سال ۲۰۱۵ تأسیس شد.